# والتر دي كامب
والتر دي كامب (بالفنلندية: Walter de Camp)‏ هو مؤلف وصحفي وكاتب فنلندي، ولد في 11 ديسمبر 1946، وتوفي في 15 أبريل 2017.